# 文家市战斗
文家市战斗，中共又称文家市大捷，是第一次国共内战中，中共第一次反围剿战争前的一场战斗。战斗发生在湖南浏阳东南部文家市镇.
1933年8月，红三军团受到国军第4路军一部追击。8月19日，红一军团于20日突然对国军4个团发起攻击，经3小时歼其大部，缴枪1500余支。